# Nou preuats

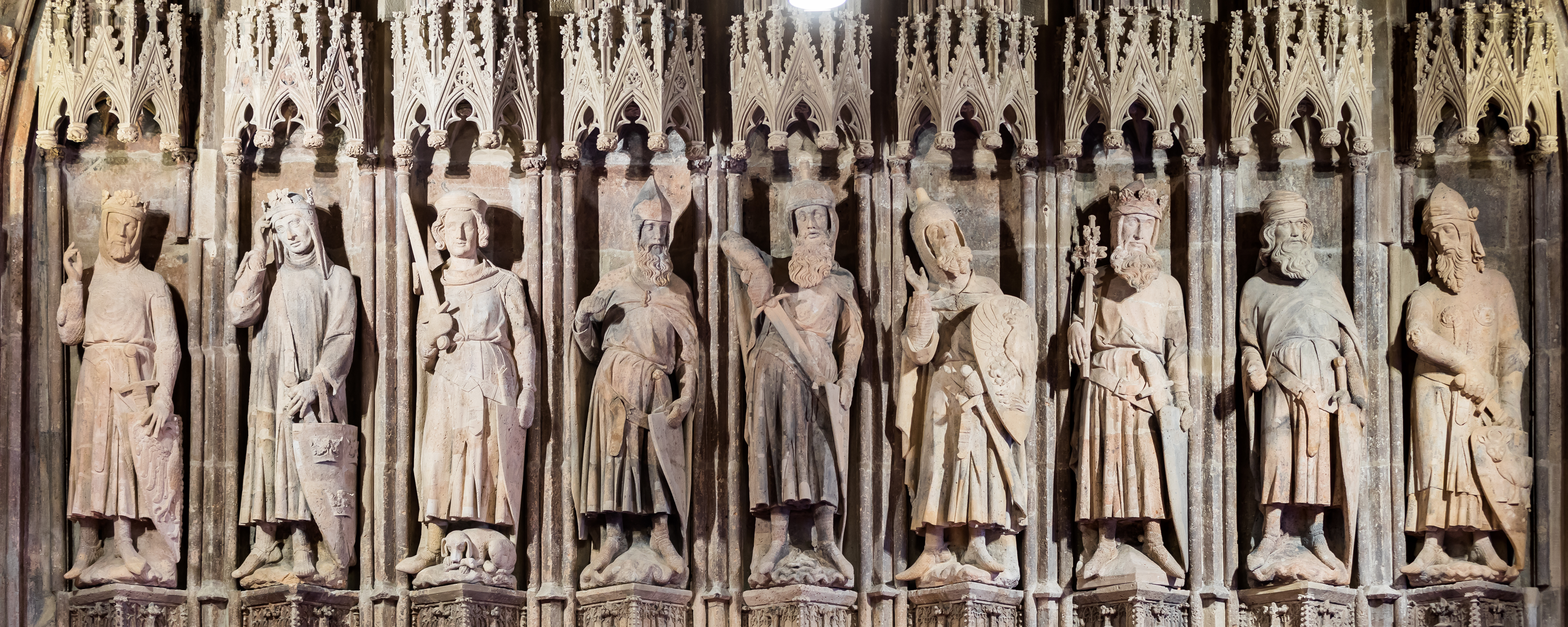
Les escultures conegudes més antigues dels "nou preuats", a l'antic ajuntament de Colònia. D'esquerra a dreta Alexandre, Hèctor, Cèsar, Judes, David, Josuè, Jofré, Artús i Carlemany.

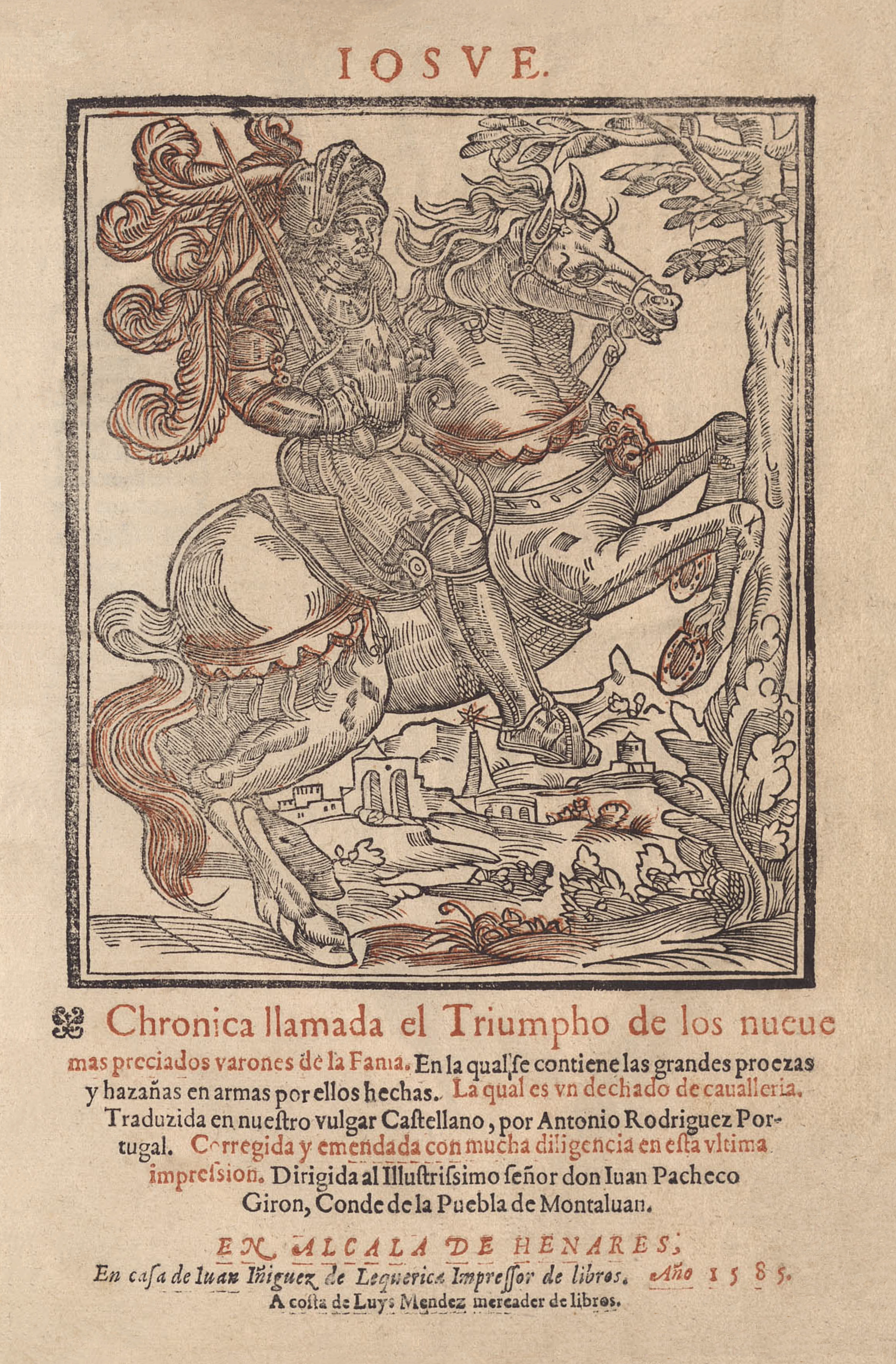
Nou preuats (Alcalá de Henares, 1585).

Els nou paladins (en francès: les neuf preux) sou nou figures històriques presentades com l'ideal de la cavalleria, donant una idea més concreta de les virtuts morals que exemplificaven: les del coratge militar i el generalisme. A Itàlia són i Nove Prodi. La llista va aparèixer per primer cop a principis del segle xiv per Jacques de Longuyon al seu Voeux du Paon (1312). El grup de nou es divideix en tres tríades, representant els millors campions del paganisme, l'antic testament i el cristianisme. La seva selecció es va convertir ràpidament en un tema comú en la literatura i l'art de l'Edat Mitjana i es van fer un lloc en l'imaginari popular.
Els nou prous eren:
- De l'època pagana:
  - Hèctor
  - Alexandre el Gran
  - Juli Cèsar

- Del temps de l'Antic Testament:
  - Josuè
  - David
  - Judes Macabeu

- De període cristià:
  - Rei Artús
  - Carlemany
  - Jofré de Bouillon

## Paladins
La traducció del francès “preux” per paladins està basada en l'obra d'Ibn Hudhayl.

## Dedicatòria
L'obra “Les voeux du paon” fou dedicada a Tibald II de Bar. També es coneix amb el títol de “Roman de Cassanus”.

## Origen

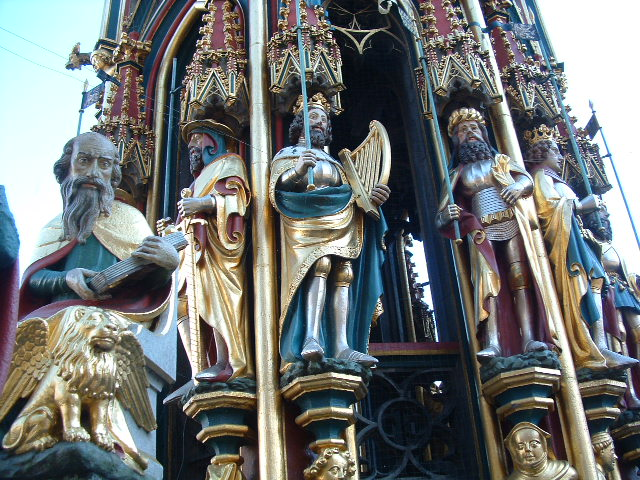
Estàtues dels nou dignes a la Schöne Brunnen (bella font) a Nuremberg (1385–1396). A la font, d'esquerra a dreta, són visibles: Judà Macabeu, David (amb arpa), Juli Cèsar, Alexandre. La figura del primer pla esquerre, Sant Marc, amb el seu lleó, forma part d'un altre grup

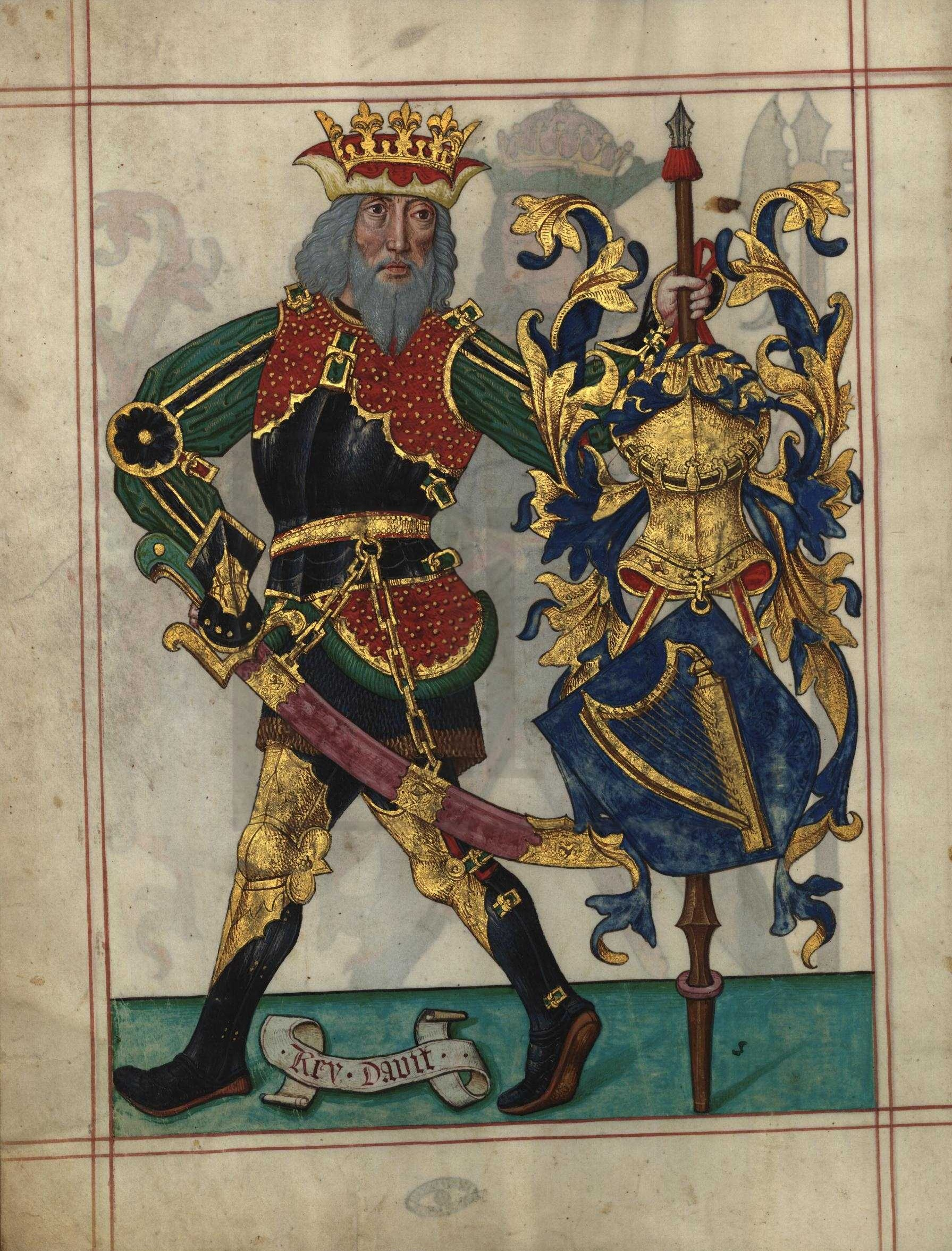
David, a Livro do Armeiro-Mor (fl 1 ^{v}), un armorial portuguès de 1509. El llibre s'obre amb deu il·lustracions de pàgina sencera dels Nou Dignes i Bertrand du Guesclin.

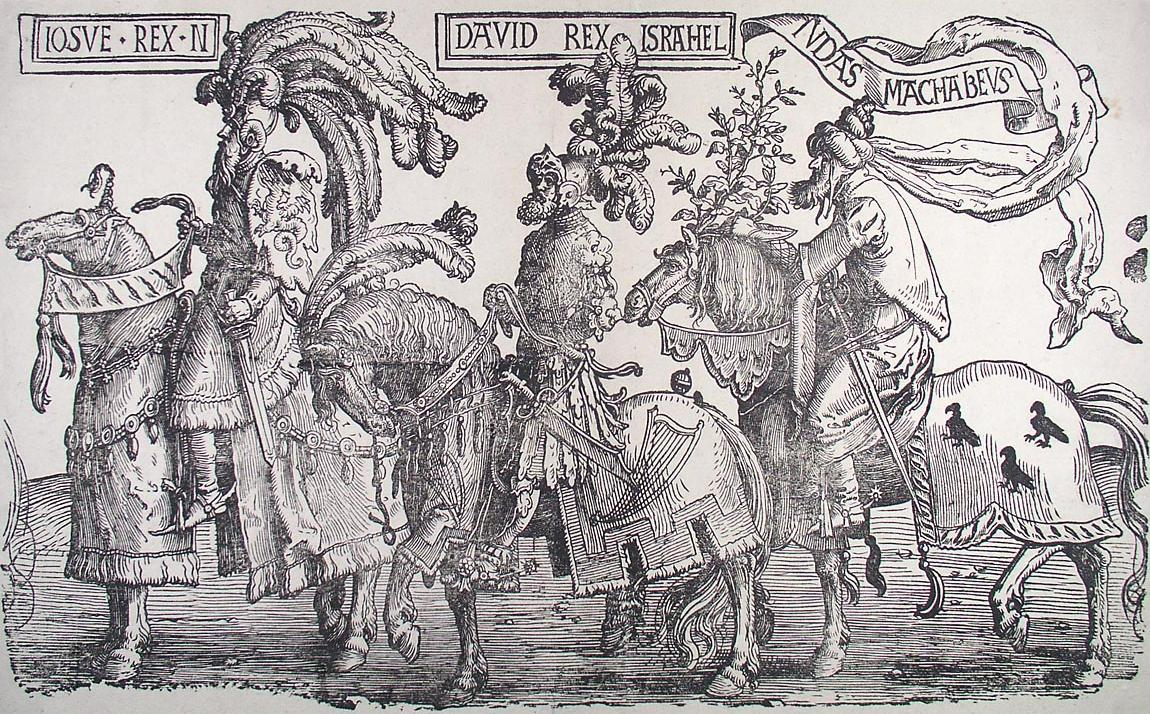
La representació de Lucas van Leyden dels tres reis de l'Antic Testament com a contemporanis exòtics, en un gravat de c. 1520 que representa els Dignes en tres seccions

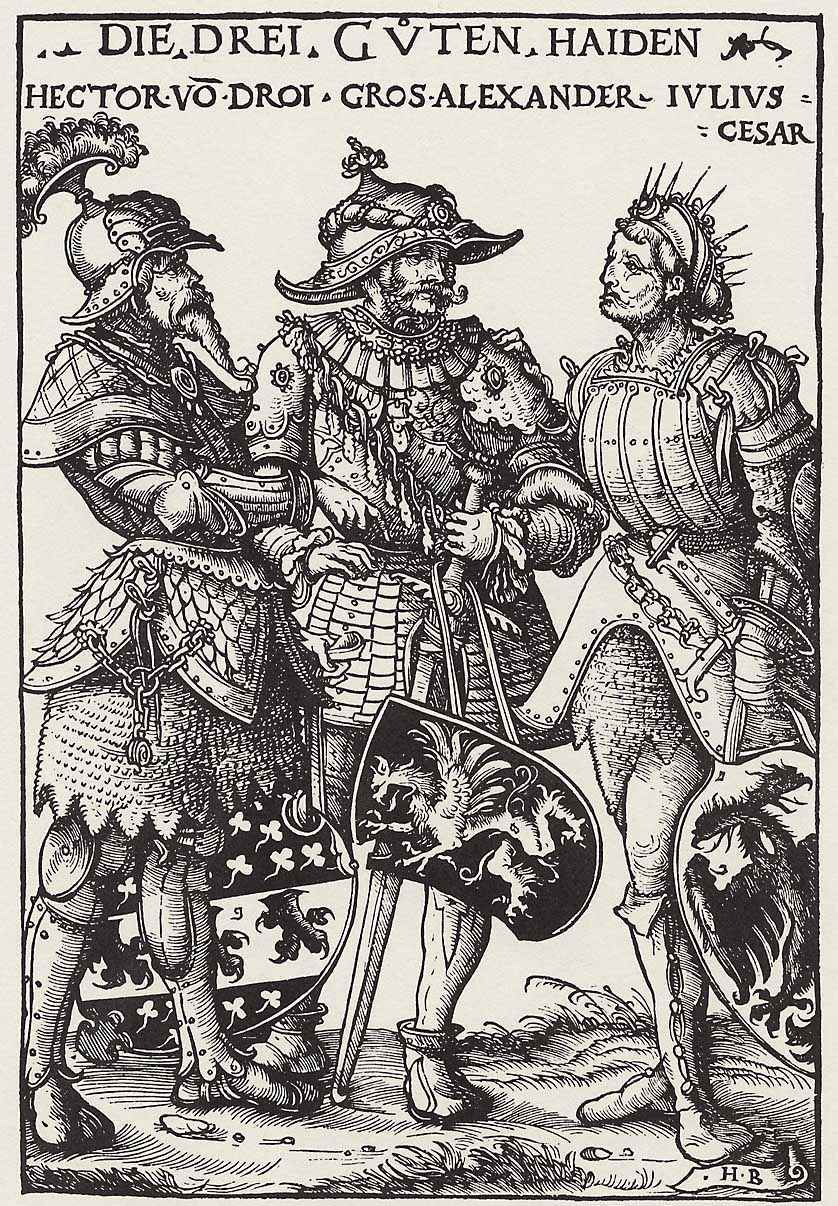
Els tres bons pagans: Hèctor, Alexandre el Gran, Juli Cèsar, de la sèrie xilografia de Hans Burgkmair, 1519.

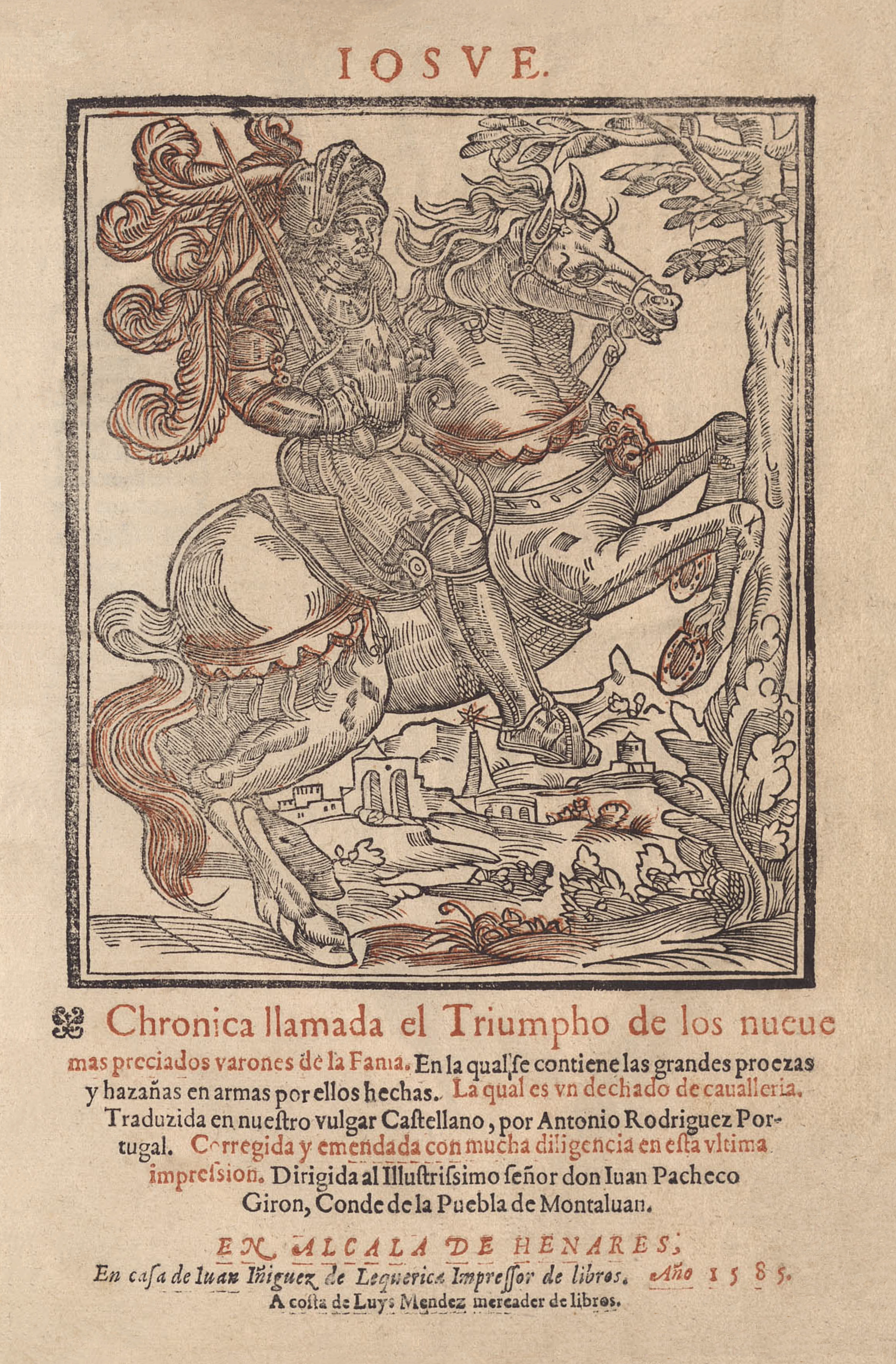
Nou dignes (Alcalá de Henares, 1585).

Van ser descrits per primera vegada a principis del segle xiv, per Jacques de Longuyon al seu Voeux du Paon (1312). La seva selecció, com va assenyalar Johan Huizinga, delata una estreta connexió amb el gènere romàntic de la cavalleria. Dividits perfectament en una tríada de tríades, aquests homes eren considerats models de cavalleria dins de les seves tradicions particulars, ja fossin paganes, jueves o cristianes. Les eleccions de Longuyon aviat es van convertir en un tema comú en la literatura i l'art de l'edat mitjana i es van guanyar un lloc permanent en la consciència popular. L'"ànsia de simetria" medieval va engendrar equivalents femenins, els neuf preus, que de vegades s'hi van afegir, encara que les dones escollides variaven. Eustache Deschamps va seleccionar "un grup d'heroïnes força estranyes" seleccionades de la ficció i la història, entre elles Pentesilea, Tomiris, Semíramis. La literatura i les suites de tapís presentaven el complement complet de divuit, les figures al·legòriques dels quals van precedir al rei Enric VI d'Anglaterra en la seva entrada reial triomfal a París, 1431. Deschamps va afegir un "décime digne", en la figura de Bertrand du Guesclin, el cavaller bretó a qui França devia la recuperació de les batalles de Crécy (1346) i Poitiers (1356). François Ier de França encara es desfilava de tant en tant a la cort vestit a la "mode antiga" per identificar-se també com un dels Neuf Preux.
El Còdex Ingeram de 1459 presenta l'escut dels Nou Dignes entre una llista més gran d’armes atribuïdes a individus exemplars, com els tres "millors jueus", "millors pagans" i "millors cristians" al costat de les armes atribuïdes a tres herois del Rei. David (glossats com "els primers escuts"), els Reis d'Orient, els "tres prínceps més suaus", els "tres pitjors tirans" (Nabucodonosor II, Antíoc IV i Neró), "tres pacients" (Alfons X de Castella, Job). i Eustaqui de Roma), "tres reis ungits" (França, Dinamarca i Hongria) i "tres dinasties nobles" (Lluís XI de França, anomenat "Lluís el Prudent" com a Delfí, Ladislau I d'Hongria i Otó III, duc de Brunswick). -Lüneburg de la Casa de Welf).

## Nou dones dignes

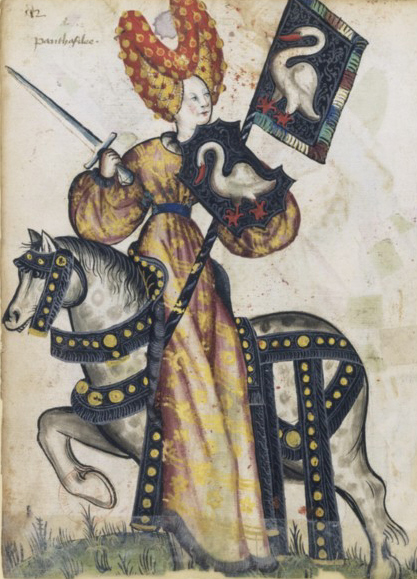
Penthesilea com una de les Lady Worthies